# Cartavio (Coaña)
Cartavio ist eines von acht Parroquias in der Gemeinde Coaña der autonomen Gemeinschaft Asturien in Spanien.

## Geographie
Cartavio ist ein Parroquia mit 572 Einwohnern (2011) und einer Grundfläche von 9,7 km². Es liegt auf 67 m. Cartavio ist 8,3 km von Coaña entfernt, dem Hauptort der gleichnamigen Gemeinde. Der Ort liegt am Jakobsweg, dem Camino de la Costa.

### Gewässer in der Parroquia
Cartavio liegt zwischen den Flüssen Rio Miudes und Rio del Pinto.

## Wirtschaft
Die Landwirtschaft prägt seit alters her die Region.

## Klima
Angenehm milde Sommer mit ebenfalls milden, selten strengen Wintern. In den Hochlagen können die Winter durchaus streng werden.

## Regelmäßige Veranstaltungen
- 12. September Fiesta de Nuestra Señora del Rosario de Cartavio

## Dörfer und Weiler in der Parroquia
| Name          | im asturischen | Einwohner 2011 | Koordinaten                 |
| ------------- | -------------- | -------------- | --------------------------- |
| Cartavio      |                | 216            | 43° 32′ 41″ N, 6° 47′ 16″ W |
| El Esteler    | L'Esteler      | 34             | 43° 32′ 36″ N, 6° 47′ 13″ W |
| Jonte         | Xonte          | 31             |                             |
| Loza          | Lloza          | 190            | 43° 33′ 30″ N, 6° 46′ 19″ W |
| Lugarnuevo    | Llugarnovo     | 12             |                             |
| San Cristóbal |                | 19             | 43° 33′ 2″ N, 6° 47′ 56″ W  |
| Silvarronda   |                | 42             | 43° 32′ 19″ N, 6° 47′ 2″ W  |
| Villalocay    | Villallocái    | 28             | 43° 33′ 16″ N, 6° 46′ 8″ W  |